# Drymaria laxiflora
Drymaria laxiflora är en nejlikväxtart som beskrevs av George Bentham. Drymaria laxiflora ingår i släktet Drymaria och familjen nejlikväxter. Inga underarter finns listade i Catalogue of Life.